# Christina Elisabeth da Silva
Christina Elisabeth da Silva, later van Ollefen-da Silva (Amsterdam, 12 mei 1809 – Arnhem, 6 november 1881) was een Nederlandse toneelspeelster en -vertaalster. Rond het midden van de 19e eeuw behoorde zij met Maria Francisca Bia en Jacoba Maria Majofski tot de belangrijkste actrices van Nederland, in een tijd waarin spektakelstukken, kluchten en melodrama's in toenemende mate het repertoire beheersten.

## Biografische schets
Christina da Silva werd ingeschreven in het doopregister als Catherina Elizabeth de Zulva. Ze zou de dochter zijn geweest van een koopvaardijkapitein, die enkele jaren na haar geboorte overleed (of verdween). Over haar moeder en eventuele broers en zussen zijn geen gegevens bekend. Evenals haar latere rivale Mimi Bia, ontving Christina op jonge leeftijd toneellessen bij het Genootschap van Uiterlijke Welsprekendheid, een soort toneelschool avant la lettre, opgericht door Geertruida Jacoba Hilverdink, Samuel Iperusz. Wiselius en Cornelis van der Vliet. Van eerstgenoemde was ze een leerlinge, evenals van de gevierde acteurs Johanna Cornelia Wattier en Johannes Jelgerhuis. Halverwege de jaren 1820 debuteerde Da Silva (onbetaald) bij de Amsterdamse schouwburg en in 1826 kreeg ze er een vast engagement. Da Silva trad aanvankelijk voornamelijk op als zangeres in opera's en speelde travestierollen in blijspelen.
In 1827 trouwde de 17-jarige Christina met Willem Jacobus van Ollefen, die eveneens als toneelspeler aan de Amsterdamse schouwburg verbonden was. Het echtpaar kreeg drie zoons (allen jong overleden) en vier dochters: Elisabeth (1827-?), Christina (1828-1902), Wilhelmina (1831-1889) en Maria (1837-1917), waarvan er enkelen in het voetspoor van hun ouders traden.

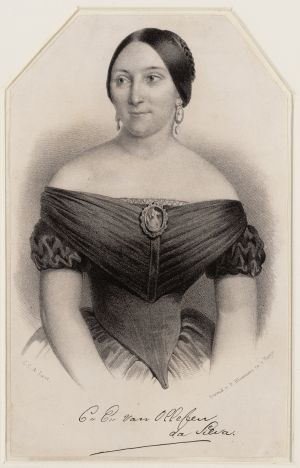
Christina da Silva getekend door Carel Last, jaartal onbekend

Vanaf de jaren 1830 speelde Christina da Silva in treurspelen, het genre waarvoor ze met haar classicistische opleiding bij uitstek geschikt was. Ze ontving overwegend lovende kritieken, onder meer vanwege haar zuivere uitspraak en dictie. Toch werd het gaandeweg steeds lastiger voor haar om goede rollen te krijgen in Amsterdam. Enerzijds was de smaak van het publiek veranderd en werden er mindere 'serieuze' toneelstukken gespeeld, anderzijds was er meer concurrentie voor het steeds kleiner wordende aantal treurspelrollen. Mogelijk stond ook haar temperament haar in de weg. Da Silva's belangrijkste concurrenten waren Mimi Bia en Koosje Majofski. Eerstgenoemde was getrouwd met een van de directeuren van de schouwburg, terwijl een andere directeur haar zwager was. Door haar invloed aan te wenden, kreeg Bia vanaf 1841 vrijwel alle hoofdrollen, terwijl Da Silva en Majofski slechts af en toe een bijrol kregen. In 1844 stelde het literaire tijdschrift De Spektator deze wantoestand aan de kaak, maar zonder resultaat.
In 1846 had Majofski Amsterdam voor Den Haag verruild en een jaar later volgde Da Silva dat voorbeeld, samen met haar man en haar dochter Christine. In Den Haag speelde ze aan de Koninklijke Schouwburg bij de Zuid-Hollandsche Tooneelisten onder leiding van Anton Peters. In 1855-56 speelden Da Silva en haar man een seizoen bij het Antwerpse Nationaal Tooneelgezelschap, waar ze naar eigen zeggen triomfen vierde. Van 1856-58 speelde ze onder de directie van Anton Peters aan de Rotterdamse Schouwburg, waarna ze terugkeerde naar Amsterdam. Aan het begin van de jaren 1860 verhuisde het echtpaar Van Ollefen-da Silva naar Arnhem, waar ze optrad bij het toneelgezelschap Sterk, Van Ollefen & Haspels.

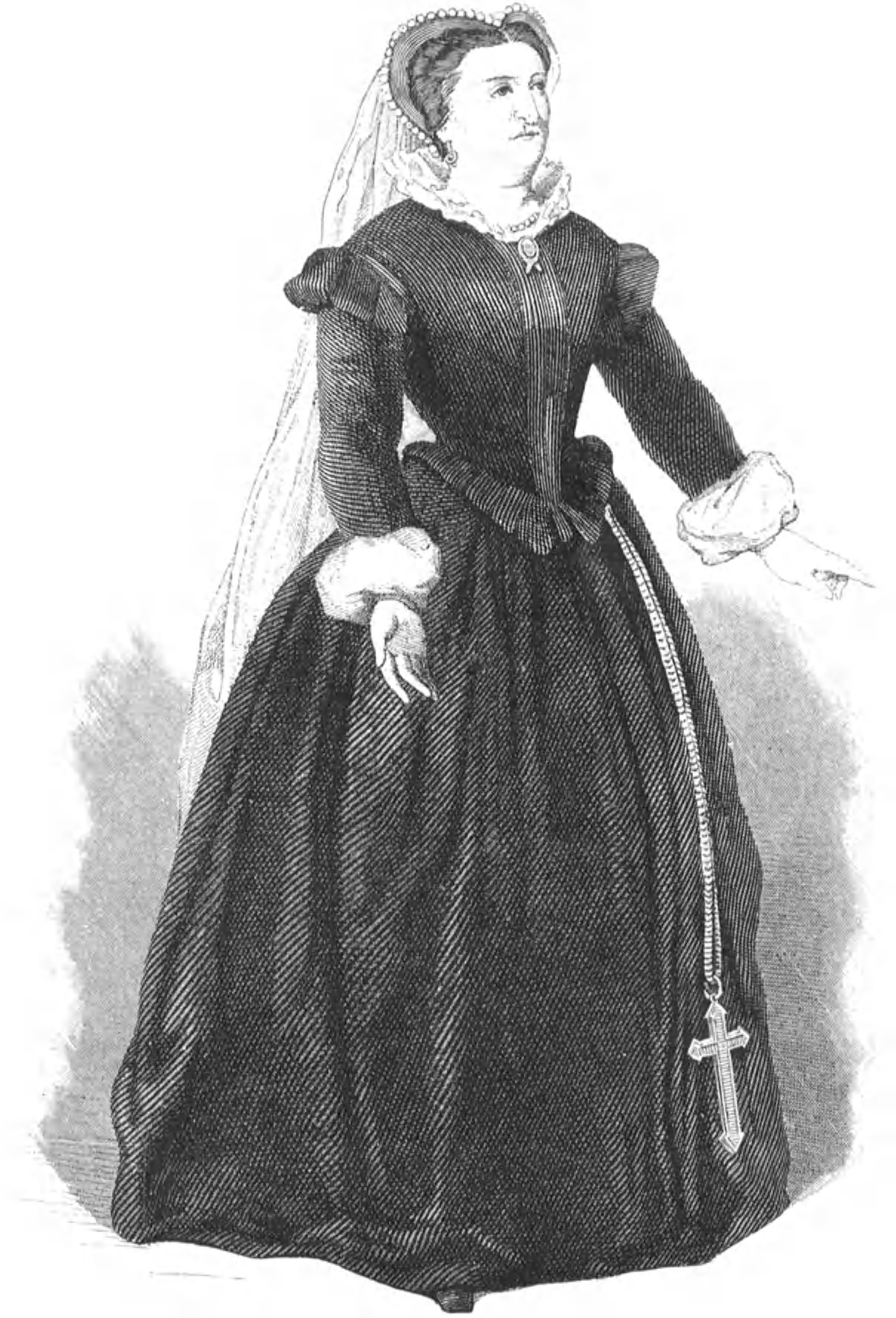
Christina Elisabeth da Silva als Maria Stuart

Tijdens de laatste jaren van haar carrière trad Da Silva nog enkele malen op in de Amsterdamse Stadsschouwburg en in de Salon des Variétés in de Nes. Ook stond ze bekend als een goed voordrachtskunstenares. In 1860 droeg ze op uitnodiging van koning Leopold I van België aan het hof te Brussel enkele gedichten voor in het Nederlands en het Frans. In hetzelfde jaar trad ze op in de Nationale Schouwburg van Brussel, waar ze gedichten van Jacob van Lennep voordroeg. Naast haar werk als actrice, vertaalde Da Silva toneelstukken uit het Frans, maar daarvan is slechts één werk bewaard gebleven. Verder zette ze zich in om de financiële ondersteuning van toneelspelers te verbeteren, hoewel ze daarvoor bij de schouwburgdirecties weinig gehoor vond.
In 1873 overleed haar echtgenoot aan een beroerte, waarna Christina in Arnhem bleef wonen, dicht bij haar dochters. Acht jaar later overleed ze daar op 72-jarige leeftijd.

## Belangrijke rollen
Enkele van de vele rollen die Christina da Silva vertolkte (in alfabetische volgorde):
- Chimene, in De Cid van Pierre Corneille
- Elisabeth, in De twee Tudors van Hendrik Jan Schimmel
- Hertogin van Marlborough, in Een glas water van Eugène Scribe
- Inês de Castro, in Ines de Castro van Rhijnvis Feith
- Ophelia, in Shakespeares Hamlet, in een bewerking van J.-F. Ducis
- Vrouw van Waardenburg, in De vrouw van Waardenburg van Jacob van Lennep
- Suzanne, in De koopman van Antwerpen van Hendrik Conscience

## Nalatenschap
Van de toneelvertalingen van Da Silva is alleen bewaard gebleven:
- Marie, of drie tijdperken van het leven eener vrouw, een vertaling van Marie, ou trois époques van de Franse toneelschrijfster Virginie Ancelot-Chardon (Amsterdam, 1850).

Van Da Silva zijn enkele geschilderde en getekende portretten bewaard gebleven, waarvan er zich één in de portrettengalerij van de Stadsschouwburg Amsterdam bevindt. Dit olieverfschilderij dateert uit circa 1900 en is door Gerard Overman postuum geschilderd in opdracht van de Vereeniging tot oprichting en uitbreiding der galerij van portretten van Nederlandsche tooneelkunstenaren, die in den Stadsschouwburg te Amsterdam zijn groot geweest, mogelijk naar een ongedateerde gravure van Carel Last.
In de Amsterdamse wijk Slotervaart is een straat naar haar (en haar echtgenoot?) genoemd, de Van Ollefenstraat.